# Bill Strum
William Charles Strum, detto Bill (Bemidji, 16 aprile 1938 – Superior, 28 agosto 2010), è stato un giocatore di curling statunitense.

## Biografia
Partecipò ai XVI Giochi olimpici invernali edizione disputata a Albertville (Francia) nel 1992, riuscendo ad ottenere la terza posizione nella squadra statunitense con i connazionali Mike Strum, Bud Somerville, Tim Somerville e Bob Nichols.
Nell'edizione la nazionale svizzera si classificò prima, la norvegese seconda. La competizione ebbe lo status di sport dimostrativo